# الحزب الأوروبي
الحزب الأوروبي هو حزب سياسي في قبرص.
تأسس الحزب في.005.
في الانتخابات البرلمانية لعام 2006 حصل الحزب.4 196 صوت (5.8%, 3 مقاعد).
المنظمة الشبابية للحزب هي Νεολαία Ευρωπαϊκό Κόμμα.

## مواقع خارجية
- www.europaikokomma.org